# Sismo de Coquimbo de 2015
O Sismo de Coquimbo de 2015 foi um sismo ocorrido no dia 16 de setembro de 2015, cujo epicentro se localizou a 55 quilômetros da cidade de Illapel, na região de Coquimbo, no Chile. Na mesma data, vários países e regiões banhados pelo Oceano Pacífico, dentre eles o próprio Chile, Equador, Peru, as ilhas do Hawai e a Nova Zelândia receberam alerta de um possível tsunami.
Ondas de até quatro metros e meio foram registradas na região de Coquimbo, e ondulações também atingiram a Ilha de Páscoa, a cerca de 3700 km do continente. A magnitude foi de 8,3 graus na escala Richter, segundo dados do serviço geológico dos Estados Unidos. O tremor foi sentido também em várias localidades do Cone Sul, incluindo a Argentina e em edifícios altos nas regiões sul e sudeste do Brasil.
As autoridades chilenas confirmaram a morte de 15 pessoas, sendo um argentino, pelo menos seis desaparecidos e dezenas de feridos. Cerca de um milhão de pessoas tiveram de abandonar suas casas.
O Chile é um dos países mais afetados por terremotos, já que se localiza na junção de duas placas tectônicas: a Sul-Americana e a de Nazca.